# Luigi Russo (regista)
Luigi Russo (Sanremo, 4 maggio 1931 – Bracciano, 8 aprile 2014) è stato un attore, regista e sceneggiatore italiano.

## Biografia
Debutta come attore nel 1953; in seguito lavora come sceneggiatore, montatore, direttore della fotografia e produttore con diversi registi. A partire dal 1974 dirige in proprio 13 film e per ciascuno di essi cura sempre anche soggetto, sceneggiatura, montaggio e in alcuni casi anche la fotografia. Utilizzò a volte lo pseudonimo Johnny Wilder.

## Filmografia

### Regista
- I sette magnifici cornuti (1974)
- Morbosità (1974)
- La nuora giovane (1975)
- Una bella governante di colore (1976)
- La bella e la bestia (1977)
- Porca società (1978)
- Dolly il sesso biondo (1979)
- Pensione amore servizio completo (1979)
- Adamo ed Eva, la prima storia d'amore (1982)
- Due gocce d'acqua salata (1982)
- Una donna senza nome (1985)
- Le diaboliche (1989)
- L'amante scomoda (1989)

### Aiuto regista
- La morte scende leggera, regia di Leopoldo Savona (1972)

### Soggetto
- Decameron nº 2 - Le altre novelle del Boccaccio (1972)
- Decameron nº 3 - Le più belle donne del Boccaccio (1972)
- La morte scende leggera (1972)
- Quando l'amore è sensualità (1973)
- Morbosità (1974)
- Lo sgarbo (1975)
- La bella e la bestia (1977)
- Dolly il sesso biondo (1979)
- Pensione amore servizio completo (1979)
- Adamo ed Eva, la prima storia d'amore (1982)
- Una donna senza nome (1985)
- Le diaboliche (1989)
- L'amante scomoda (1989)

### Sceneggiatore
- Decameron nº 2 - Le altre novelle del Boccaccio (1972)
- Decameron nº 3 - Le più belle donne del Boccaccio (1972)
- La morte scende leggera (1972)
- Quando l'amore è sensualità (1973)
- Le favolose notti d'oriente, regia di Mino Guerrini (1973)
- Morbosità (1974)
- Lo sgarbo (1975)
- La nuora giovane (1975)
- La bella e la bestia (1977)
- Porca società (1978)
- Dolly il sesso biondo (1979)
- Una donna senza nome (1985)
- Le diaboliche (1989)
- L'amante scomoda (1989)

### Attore
- Serve e soldati, episodio di Villa Borghese, regia di Gianni Franciolini (1953)
- Napoletani a Milano, regia di Eduardo De Filippo (1953)
- La finestra sul Luna Park, regia di Luigi Comencini (1957)

### Produttore
- Una donna senza nome (1985)

### Montatore
- Prima della lunga notte (L'ebreo fascista),  regia di Franco Molè (1980)